# جميلة (إرم)
جميلة (بالفارسية: جمیله) هي قرية تقع في إيران في قسم إرم الريفي. يقدر عدد سكانها بـ 197 نسمة بحسب إحصاء 2016.